# Elvira Popescu
Elvira Popescu, nota anche con lo pseudonimo di Elvire Popesco (Bucarest, 10 maggio 1894 – Parigi, 11 dicembre 1993), è stata un'attrice rumena naturalizzata francese, insignita con il titolo di commendatore della Legion d'onore nel 1989.

## Biografia
Nacque il 10 maggio 1894 a Colentina, località nei pressi di Bucarest che dal 1939 è diventata un quartiere della capitale rumena. Figlia di Gheorghe e Maria Popescu, ricchi mercanti, visse un'infanzia felice. Fino ai 17 anni studiò nel pensión (in passato, istituto scolastico privato accessibile ai bambini e ragazzi delle classi sociali più abbienti, in cui gli studenti venivano ospitati nel periodo scolastico), avvicinandosi all'arte drammatica grazie allo zio, l'attore Ion Nicolescu, che si accorse subito del suo talento.

Illustrazione del 1925 di Charles Gesmar (1900-1928)

Proseguì al Conservatorio di arte drammatica di Bucarest come allieva di Constantin I. Nottara e Aristizza Romanescu. Fece il suo debutto a soli sedici anni sul palcoscenico del Teatro Nazionale di Bucarest ricoprendo il ruolo di Ileana Cosânzeana nello spettacolo teatrale Înșiră-te mărgărite di Victor Eftimiu. Presa la laurea, entrò a far parte della troupe del Teatro Nazionale di Bucarest.
Dopo il suo debutto al Teatro nazionale nel 1910, conobbe un suo collega, il comico Aurel Athanasescu (1890-1965), che divenne il suo primo marito e con il quale ebbe l'unica figlia, Tatiana. Divorziarono dopo alcuni anni e lei sposò in seconde nozze il politico liberale Ion Manolescu-Strunga, sottosegretario di stato presso il Ministero dell'agricoltura e ministro dell'Industria e commercio dal 1934 al 1935 (che morirà nel carcere di Sighet il 19 aprile 1951). Nel settembre del 1939 si sposò per la terza volta con Maximilien Sébastien, barone e poi conte di Foy (1900-1967), discendente del pittore François Gérard.
Si vociferò a lungo che il re Ferdinando I di Romania fosse follemente innamorato di lei.
Dal 1923 al 1937 ebbe una storia d'amore con Louis Verneuil, di cui era diventata la musa e l'attrice prediletta, che dopo l'esilio negli Stati Uniti durante la guerra, tornò in Francia e nonostante i successi professionali, depresso, si tolse la vita il 3 novembre 1952 al Grand Hotel Terminus, situato vicino alla Gare Saint-Lazare a Parigi.
Venne considerata una delle ispiratrici di Matisse per il dipinto La blouse roumaine del 1940, assieme a Hélène Vacaresco, Anna de Noailles e Marthe Bibesco per via dell'amicizia che le legava al pittore.
A 84 anni, la donna soprannominata "il vulcano", riprese il suo ruolo in La Mamma, scritta per lei da André Roussin nel 1957.
Dagli anni '80, il suo salone mondano nella tenuta a Mézy-sur-Seine (ed in seguito in avenue Foch, a Parigi) fu frequentato da tout-Paris: personalità letterarie, artistiche, politiche e finanziarie tra cui André Roussin, Sacha Guitry, Guy de Rothschild, Pierre Cardin, Jacques Chirac, Valéry Giscard d'Estaing.
L'attrice acquistò dallo stilista Paul Poiret, in bancarotta in seguito al fallimento della sua casa di moda, la villa di Mézy-sur-Seine dove visse dal 1930(alcune fonti riportano 1933) al 1985. Progettata dall'architetto Robert Mallet-Stevens e mai abitata dallo stilista in quanto incompiuta per mancanza di fondi, venne ristrutturata dall'architetto Paul Boyer. Chiamato da Elvira Popescu per rendere l'edificio abitabile, Boyer fece dei cambiamenti nel progetto originale, introducendo elementi dell'art déco. Considerata un capolavoro del moderno in Francia, fu dichiarata monumento storico nel 1984. Comprata per 1,8 milioni di franchi nel 1989 da un uomo d'affari che aveva progetti troppo ambiziosi per le sue finanze, la villa cambiò diversi proprietari. Fu acquistata nel 2006 da una coppia di mercanti d'arte, che fecero importanti lavori di restauro e messa in vendita dall'agenzia immobiliare in seguito ad un'ipoteca per la cifra di 4 milioni di euro. Rimasta per molto tempo invenduta, ma fuori portata finanziaria per lo Stato, versa in stato di abbandono, nonostante sia considerata patrimonio di interesse per il pubblico.

Morì nel suo appartamento a Parigi all'età di 99 anni e fu sepolta nel cimitero di Père-Lachaise (settore 85).

## Carriera
Durante la sua permanenza al Teatro Nazionale di Bucarest, recitò negli spettacoli Uliul (Sparviero) di Francis de Croisset, Trandafirii roșii (Rose rosse) di Zaharia Bârsan e Lacrimi luminoase (Lacrime brillanti) di Emil Nicolau. Nel 1912 impersonò se stessa nel film Independenţa României (L'indipendenza della Romania), diretto da Aristide Demetriade, e nel 1916 le fu affidato il ruolo di Teofana in Patima roșie (Passione rossa) di Mihail Sorbul. Dopo la prima guerra mondiale recitò in Suzette di Eugène Brieux, Rozina di Claudia Milian-Minulescu e În întuneric (Al buio) di Nicolae N. Beldiceanu.

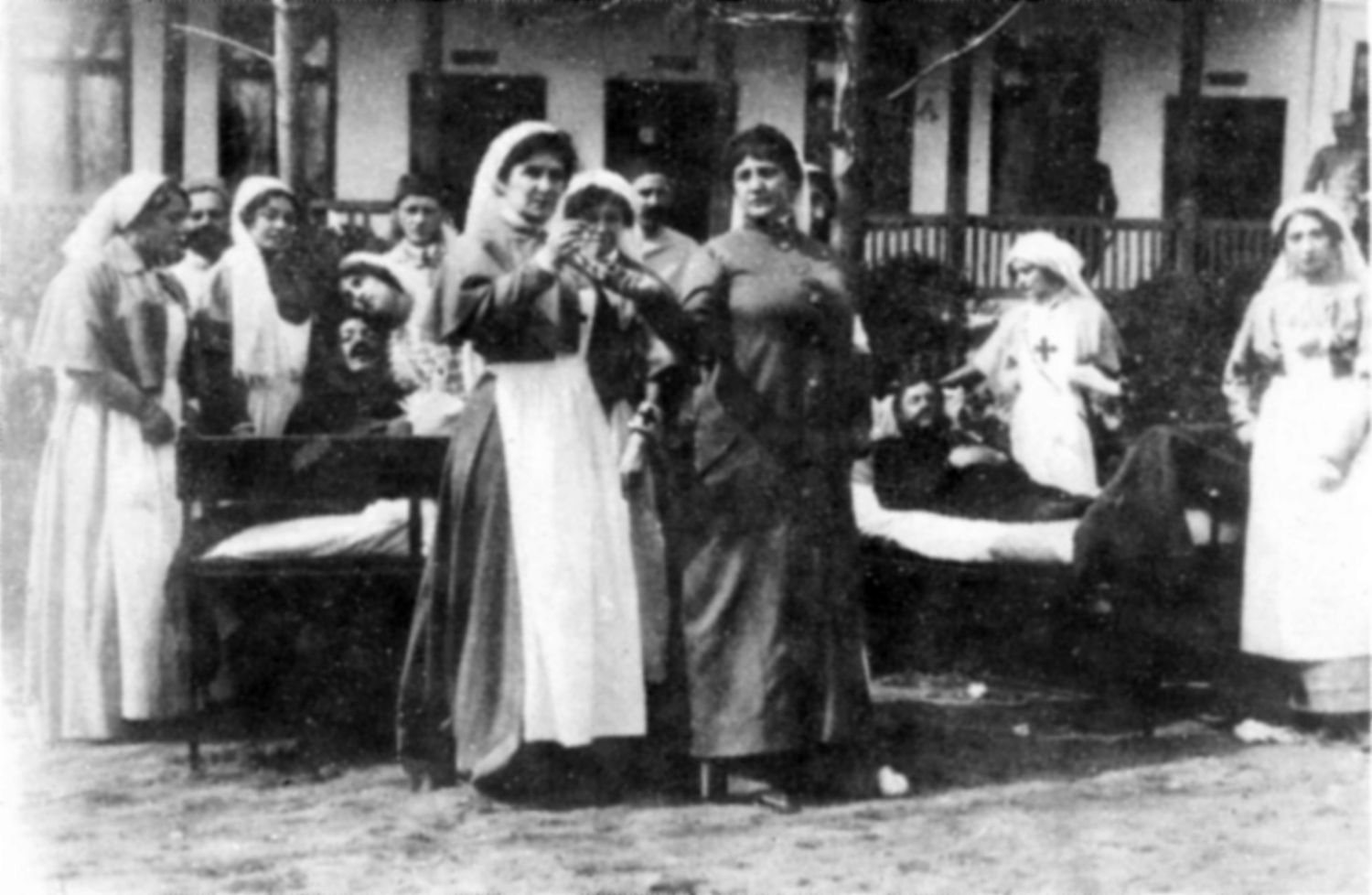
Le crocerossine Aristizza Romanescu e Elvira Popescu in una sequenza del film Independenţa României (1912)

Nell'autunno del 1918 entrò a far parte dell'associazione del Teatro Excelsior, insieme a Gheorghe Storin, Ion Manolescu e Aura Buzescu, recitando in Să nu-ți faci idoli (Non farti idoli), commedia scritta appositamente per lei da Adrian Verea.
Nel 1919, a 25 anni, le fu affidata la direzione artistica del Teatro Excelsior. Nel 1921, insieme a Ion Iancovescu e Alexandru Mihalescu , fondò il Teatro mic (Piccolo Teatro) di Bucarest, di cui fu direttrice dal 1920 fino al suo trasferimento in Francia del 1923 e che gestì in parallelo con l'Excelsior. Nel 1923, recitò nel film Ţigăncuşa de la iatac, diretto da Alfred Halm.
Nel 1923, rispondendo all'invito del drammaturgo Louis Verneuil, andò a Parigi per interpretare Mia cugina di Varsavia, opera teatrale scritta su misura per lei. Verneuil scrisse per lei anche Pile ou face, Tu m'épouseras!, L'Amant de madame Vidal e Une femme ravie. Recitò in Elvire di Bernstein, Tovaritch di Jacques Deval, La Machine infernale di Jean Cocteau, La Contessa di Maurice Druon, Nina, La Mamma, La Voyante e La Locomotive di Roussin, tutti con grande successo di pubblico.
Furono suoi partner Maurice Chevalier in L’homme du jour (L'uomo del giorno) del 1936 di Julien Duvivier, Louis Jouvet in Education d’un prince (L'educazione di un principe), Erich von Stroheim in Derrière la façade (Dietro la facciata), Henri Garat in La présidente (La presidente), tutti del 1938. Recitò al fianco di Fernandel in L’héritier des Mondésir (L'erede di Mondesir) nel 1940 e di nuovo di Henri Garat in Le valet maître (Il servo padrone) nel 1941 e Fou d'amour (Pazzie d'amore) nel 1942.
Apparve spesso sulle copertine dei magazine e delle riviste di teatro come il Cinemondial, L'Avant-scène, Midinette, Cinemondo, La Petite illustration théâtrale e altre. Durante una tournée presso il Teatro Stabile di Torino nel 1933, la rivista teatrale Il dramma le dedicò la copertina.
Diresse il Théâtre de Paris dal 1956 al 1965 e in seguito il Théâtre Marigny. Fu versatile interprete, tra gli altri, di André Roussin.
Nel 1960 riapparve brevemente in un film al fianco di Alain Delon, Maurice Ronet e Marie Laforêt nel thriller Plein soleil (Delitto in pieno sole) di René Clément, pellicola tratta dal romanzo Il talento di mister Ripley di Patricia Highsmith. Nello stesso anno incarnò Maria Letizia Ramolino, madre di Napoleone Bonaparte (interpretato da Pierre Mondy) in Napoleone ad Austerlitz di Abel Gance.

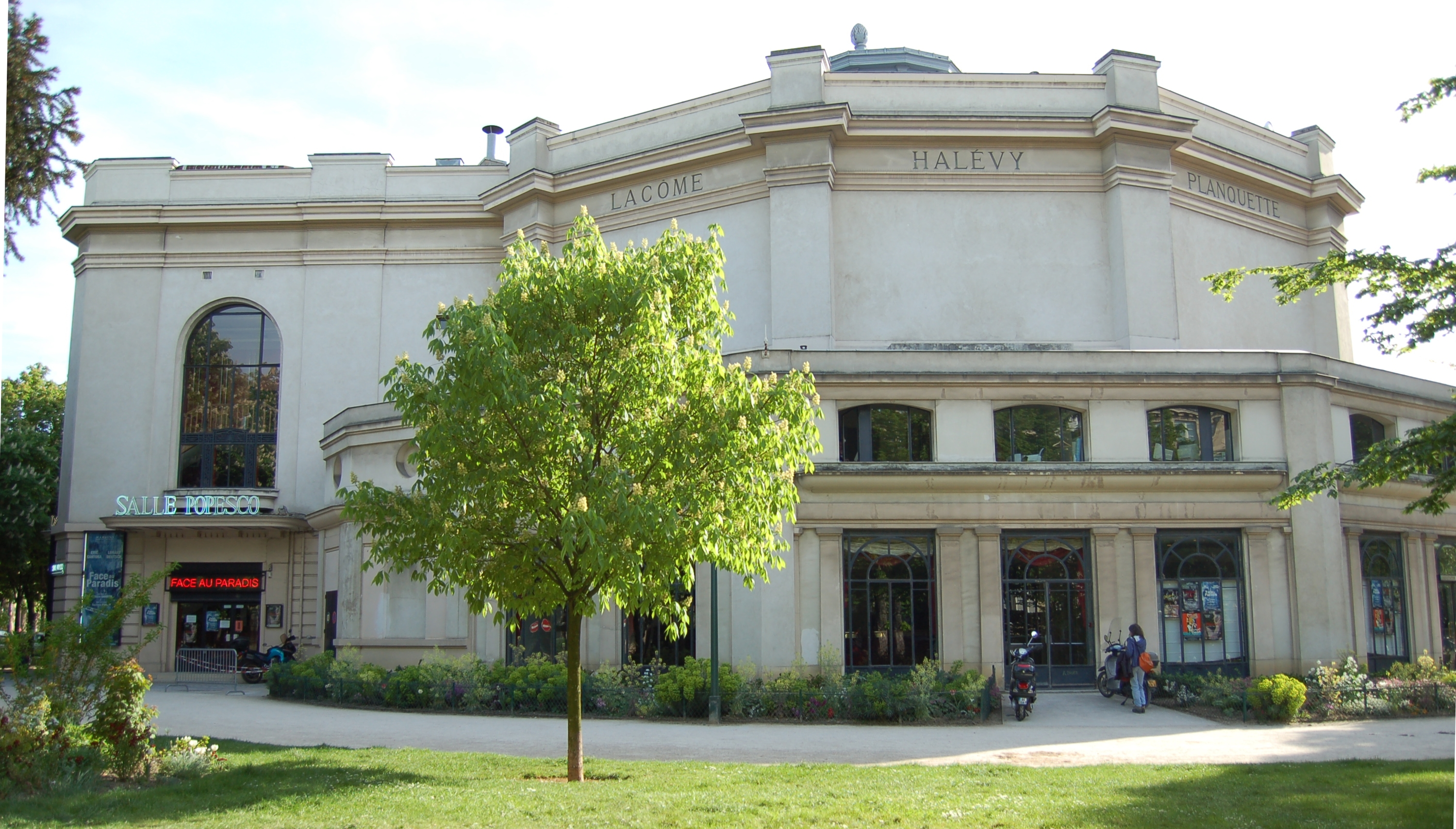
La sala del Théâtre Marigny a lei intitolata, sugli Champs Elysées

Il suo accento straniero e la sua "r" divennero proverbiali. Usava dire: "Il mio unico rammarico è il mio accento. Mi ha impedito di recitare i grandi ruoli drammatici o tragici". Tristan Bernard la definì "una coppa di champagne con le lacrime in fondo".. I critici la elogiarono, chiamandola "Reine du Boulevard", "Notre Dame du Théâtre", "mostro sacro".. Scrisse di lei il critico cinematografico Jerzy Toeplitz:
"Quando Elvira Popescu appariva sul palco, un fluido magnetico attraversava la stanza. Qualsiasi sceneggiatura, per quanto debole, prendeva vita e cominciava a brillare. Il pubblico non le permetteva di lasciare il palco e gli applausi ed i bis non cessavano".
Il suo genio stette non solo nel talento che brillantemente si adattava alla commedia e al teatro di boulevard tanto in voga negli anni venti e trenta, ma anche nella capacità di evocare un esotismo misto alla tipica alta società parigina, in cui le sue precise origini ormai non contavano più. Il suo forte accento e l'aspetto sofisticato, il modo elegante di vestire in scena e nella vita che le dava un'aria aristocratica, fecero dire a Guitry: "non è francese, ma lei è una Parisienne".
Le è stata dedicata la Sala Popescu all'interno del Théâtre Marigny, sull'Avenue des Champs-Élysées, e la sala del cinema dell'Institut français di Romania.

## Filmografia
- Independenta României, regia di Aristide Demetriade (1912)
- La Jeune Fille de la mansarde, regia di Alfred Halm (1923)
- L'Étrangère, regia di Gaston Ravel (1931)
- Ma cousine de Varsovie, regia di Carmine Gallone (1931)
- Sa meilleure cliente, regia di Pierre Colombier (1932)
- Une femme chipée, regia di Pierre Colombier (1934)
- Dora Nelson, regia di René Guissart (1935)
- Caccia riservata, regia di Pierre Colombier (1936)
- L'Amant de Madame Vidal, regia di André Berthomieu (1936)
- L'uomo del giorno (L'homme du jour), regia di Julien Duvivier (1937)
- La Maison d'en face, regia di Christian-Jaque (1937)
- Un immortale su misura (L'habit vert), regia di Roger Richebé (1937)
- Gentiluomini di mezzanotte (Le Club des aristocrates), regia di Pierre Colombier (1937)
- A Venezia una notte, regia di Christian-Jaque (1937)
- Tricoche et Cacolet, regia di Pierre Colombier (1938)
- La Présidente, regia di Fernand Rivers (1938)
- Se fossi re, regia di Alexander Esway (1938)
- Eusèbe député, regia di André Berthomieu (1938)
- Mon curé chez les riches, regia di Jean Boyer (1938)
- Le Veau gras, regia di Serge de Poligny (1939)
- Il bosco sacro, regia di Léon Mathot e Robert Bibal (1939)
- Dietro la facciata, regia di Georges Lacombe e Yves Mirande (1939)
- Viaggio all'altro mondo, regia di Albert Valentin (1939)
- Erano nove celibi (Ils étaient neuf célibataires), regia di Sacha Guitry (1939)
- Paradiso perduto, regia di Abel Gance (1940)
- Cercasi padrone, regia di Marc Allégret (1941)
- L'Âge d'or, regia di Jean de Limur (1941)
- Mademoiselle Swing, regia di Richard Pottier (1941)
- Le Valet maître, regia di Paul Mesnier (1941)
- Fou d'amour (film), regia di Paul Mesnier (1942)
- Frédérica, regia di Jean Boyer (1942)
- Il velo azzurro, regia di Jean Stelli (1942)
- La battaglia di Austerlitz (Austerlitz), regia di Abel Gance (1960)
- Delitto in pieno sole (Plein soleil), regia di René Clément (1960)

## Televisione
- Au théâtre ce soir: La Mamma di André Roussin, messa in scena dall'autore, realizzazione Pierre Sabbagh, Théâtre Marigny (1967)
- Au théâtre ce soir: La Locomotive di André Roussin, messa in scena dall'autore, realizzazione Pierre Sabbagh, Théâtre Marigny (1968)
- Au théâtre ce soir: La Voyante di André Roussin, messa in scena dall'autore, realizzazione Pierre Sabbagh, Théâtre Marigny (1971)

## Teatro
- Ma cousine de Varsovie di Louis Verneuil, Théâtre Michel di Parigi (1923)
- Pile ou face di Louis Verneuil, Théâtre Antoine di Parigi (1924)
- Tu m'épouseras ! di Louis Verneuil, Théâtre de Paris di Parigi (1927)
- L'Amant de madame Vidal di Louis Verneuil, Théâtre de Paris di Parigi (1928)
- Tu m'épouseras ! di Louis Verneuil, Théâtre Édouard VII di Parigi (1929)
- Le Rendez-vous di Marcel Achard, regia di Lugné-Poe, Théâtre Édouard VII di Parigi (1930)
- Pile ou face di Louis Verneuil, Théâtre des Variétés di Parigi (1931)
- Une femme ravie di Louis Verneuil, Théâtre de Paris di Parigi (1932)
- Tovaritch di Jacques Deval, Théâtre de Paris di Parigi (1933)
- Pile ou face di Louis Verneuil, Teatro dell'Odéon di Parigi (1934)
- Un monde fou di Sacha Guitry, Théâtre de la Madeleine di Parigi (1938)
- Elvire di Henri Bernstein, Théâtre des Ambassadeurs di Parigi (1940)
- Feu du ciel operetta di Jean Tranchant, regia di Alfred Pasquali, Théâtre Pigalle di Parigi (1943)
- Tovaritch regia e scenografia di Jacques Deval, Théâtre de la Madeleine di Parigi (1948)
- Nina regia e scenografia André Roussin, Théâtre des Bouffes-Parisiens di Parigi (1949)
- Le Bonheur des méchants di Jacques Deval, Théâtre des Bouffes-Parisiens di Parigi (1952)
- L'Amant de madame Vidal di Louis Verneuil, Théâtre Antoine di Parigi (1952)
- La Machine infernale di Jean Cocteau, Théâtre des Bouffes-Parisiens di Parigi (1953)
- Ma cousine de Varsovie di Louis Verneuil, Théâtre de Paris di Parigi (1955)
- Tovaritch di Jacques Deval, Théâtre de Paris di Parigi (1960)
- La Contessa ou la Volupté d'être di Maurice Druon, regia di Jean Le Poulain, Théâtre de Paris di Parigi (1962)
- La Voyante (opera teatrale) di André Roussin, regia di Jacques Mauclair, Théâtre de la Madeleine di Parigi (1963, 1964)
- La Voyante di André Roussin, regia di Jacques Mauclair, Théâtre des Célestins di Parigi (1965)
- La Locomotive di André Roussin, Théâtre Marigny di Parigi (1967)
- La Locomotive di André Roussin, Théâtre des Célestins di Parigi (1968)
- La Dame de Chicago di Frédéric Dard, regia di Jacques Charon, Théâtre des Ambassadeurs di Parigi (1968)
- La Mamma di André Roussin:
  - Théâtre de la Madeleine di Parigi (1957)
  - Théâtre de la Madeleine di Parigi (1958)
  - Théâtre Édouard VII di Parigi (1974)

## Riconoscimenti
- Nel 1987 Elvira Popescu ricevette il primo onorario Premio Molière per la carriera.[28]

- Nel 1993 venne nominata membro onorario all'estero dell'Accademia rumena.[29]